# Old-Kiomboi
Old-Kiomboi (auch Old Kiomboi) ist ein Verwaltungsbezirk (englisch Ward) des Distrikts Iramba in der tansanischen Region Singida.

## Geografie
Old-Kiomboi ist ein Bezirk im nördlichen Zentralteil von Tansania etwa 70 Kilometer nordwestlich der Regionshauptstadt Singida. Der Bezirk grenzt im Norden an Kisiriri, im Osten an Kiomboi, im Süden an Ulemo und im Westen an Shelui und Ntwike. Bei der Volkszählung 2022 lebten 13.323 Menschen in 3160 Haushalten auf einer Fläche von 196 Quadratkilometern.

## Gliederung
Der Stadtbezirk besteht aus 26 Orten (Kitongoji):
- Madukani
- Kyaya
- Mampampa
- Yombwe
- Mang'ata
- Pyululu
- Magula
- Meli Kati
- Mgagai
- Melinsele
- Mbutia
- Ntalange
- Nhuile
- Tigwambuli
- Tinku
- King'inga
- Msoma
- Msinsi
- Mlangali
- Miembeni
- Kibaoni
- Idemu
- Zumagi
- Mlingoti
- Mlumbita
- Mluluma

## Bildung
Im Bezirk liegen zwei weiterführende Schulen. Die beiden Schulen Kinambeu Secondary School und Lulumba Secondary School sind staatlich und bieten eine Ausbildung bis zur 4. Stufe an.